# كلية الأمير الحسين بن عبد الله الثاني للدراسات الدولية (الجامعة الأردنية)
كلية الأمير الحسين بن عبد الله الثاني للدراسات الدولية في الجامعة الأردنية؛ تُعرَف اختصاراً بـ كلية الدراسات الدولية، وهي كلية إنسانية تابعة للجامعة الأردنية في عمّان، الأردن. تأسست الكلية عام 2008، فهي من أحدث الكليات في الجامعة. تضم الكلية ثلاثة أقسام، وهم: قسم الدراسات الدولية والدبلوماسية، وقسم الدراسات الدولية، وقسم الدراسات الإقليمية.

## عمداء الكلية
هذه قائمة بعمداء الكلية منذ تأسيسها في عام 2008.
| # | اسم العميد      | سنة استلام المنصب | سنة الانتهاء من المنصب |
| - | --------------- | ----------------- | ---------------------- |
| 1 | عبد الله النقرش | 2008              | 2009                   |
| 2 | محمد المصالحة   | 2009              | 2012                   |
| 3 | زيد عيادات      | 2012              | 2014                   |
| 4 | فيصل الرفوع     | 2014              | 2016                   |
| 5 | عبد الله النقرش | 2016              | 2018                   |
| 6 | محمد القطاطشة   | 2018              | 2020                   |
| 7 | مازن العقيلي    | 2020              | 2021                   |
| 8 | فيصل الرفوع     | 2021              | لغاية الآن             |